# Бимбаша
Бимбаша (тур. Binbaşı;  = „хиљада“) је у војсци Османлијске Турске био командант једне хиљаде војника. Послије реорганизације турске војске почетком 19. вијека, бимбаша постаје командант батаљона. Ово одговара чину мајора по савременој војној терминологији.
Ова реч потиче од две турске речи:
- Бим, што значи „хиљада“
- Баша — „бас“ (baş), што значи „глава, поглавар, вођа, командант“.